# Parti communiste luxembourgeois
Le Parti communiste luxembourgeois (en luxembourgeois : Kommunistesch Partei Lëtzebuerg et en allemand : Kommunistische Partei Luxemburgs), abrégé respectivement en PCL et en KPL, est un parti politique luxembourgeois.
Ali Ruckert est l'actuel président du parti.

## Histoire
Fondé le 2 janvier 1921 à Niederkorn par scission du Parti socialiste (l'actuel LSAP), le KPL est un des plus anciens partis politiques au Luxembourg. Il est au cœur du référendum de 1937 puisque ce dernier portait sur le vote de la Loi muselière qui consistait à interdire le parti communiste et où les citoyens votèrent « NON ».
Après la fin de la Seconde Guerre mondiale, le parti est une composante du gouvernement d’Union nationale (1945-1947). Son Premier ministre était Charles Marx. Après la mort de Marx dans un accident de voiture en 1946, il a été remplacé par Dominique Urbany. Toutefois, après la mort du chef du Parti ouvrier socialiste luxembourgeois (LSAP), la coalition s'est effondrée. Avec le principe d'un gouvernement tout-inclus parti, le KPL a été exclu du gouvernement suivant, et ne revint jamais au gouvernement.
En 1964, le Département d'État des États-Unis estime les membres du parti à environ 500. Aux élections législatives luxembourgeoises qui se sont tenues la même année, le parti a enregistré 12,4 % des voix, et a remporté cinq sièges à la Chambre des députés, sur 56 sièges. La représentation du parti à la Chambre a culminé suite de l'élection législative de 1968, avec six députés, mais a diminué depuis et a perdu son dernier député aux élections législatives luxembourgeoises de 1994.
La chute du mur de Berlin en 1989 a accentué les querelles au sein du parti, qui voit des dissidents trotskystes et marxistes fonder un nouveau mouvement en 1993, la Nouvelle Gauche.
En 1999, de nombreux membres du parti ont été cofondateurs de « La Gauche » (en luxembourgeois : Déi Lénk), né sur les bases de la Nouvelle Gauche. En conséquence des membres du KPL étaient nommés sur les listes de La Gauche aux élections législatives luxembourgeoises de 1999 et aux élections de 2000 et aucune liste distincte du KPL n'a existé. Après les différends entre les principaux membres du KPL et une majorité au sein de La Gauche, peu avant les élections législatives luxembourgeoises de 2004, le parti a à nouveau formé des listes séparées. 
Un certain nombre de membres de La Gauche ont ensuite été expulsés du Parti communiste, dont le poids au sein de la Gauche radicale luxembourgeoise a été réduit par les succès électoraux de La Gauche, qui réussit à obtenir des députés là où le parti communiste n'y arrive plus depuis les années 1990.

## Organisation

### Présidents de groupe
- 1945-1948 : Arthur Useldinger (lb)
- 1948-1974 : Dominique Urbany
- 1974 extr. : René Urbany (lb)
- 1974-1975 : Dominique Urbany
- 1975-1979 : René Urbany (lb)

## Résultats électoraux

### Élections législatives
| Année | Voix    | %    | Rang | Sièges |
| ----- | ------- | ---- | ---- | ------ |
| 1922  | 6 976   | 1,0  | 7e   | 0 / 48 |
| 1931  | 6 264   | 0,7  | 9e   | 0 / 54 |
| 1934  | 70 940  | 5,2  | 5e   | 1 / 54 |
| 1945  | 295 701 | 13,5 | 4e   | 5 / 51 |
| 1948  | 195 956 | 16,9 | 4e   | 5 / 51 |
| 1951  | 35 662  | 3,4  | 4e   | 4 / 52 |
| 1954  | 211 121 | 8,9  | 4e   | 3 / 52 |
| 1959  | 220 425 | 9,1  | 4e   | 3 / 52 |
| 1964  | 330 909 | 12,5 | 4e   | 5 / 56 |
| 1968  | 402 610 | 15,5 | 4e   | 6 / 56 |
| 1974  | 314 635 | 10,5 | 4e   | 5 / 59 |
| 1979  | 177 286 | 5,8  | 5e   | 2 / 59 |
| 1984  | 165 960 | 5,0  | 5e   | 2 / 64 |
| 1989  | 157 608 | 5,1  | 7e   | 1 / 60 |
| 1994  | 57 646  | 1,9  | 9e   | 0 / 60 |
| 2004  | 35 524  | 1,2  | 7e   | 0 / 60 |
| 2009  | 49 108  | 1,5  | 7e   | 0 / 60 |
| 2013  | 53 669  | 1,6  | 8e   | 0 / 60 |
| 2018  | 44 916  | 1,3  | 8e   | 0 / 60 |
| 2023  | 24 275  | 0,6  | 10e  | 0 / 60 |

### Élections européennes
| Année | Voix   | %    | Sièges | Rang | Tête de liste | Groupe |
| ----- | ------ | ---- | ------ | ---- | ------------- | ------ |
| 1979  | 48 813 | 5,0  | 0 / 6  | 5e   |               |        |
| 1984  | 40 395 | 4,1  | 0 / 6  | 7e   |               |        |
| 1989  | 46 785 | 4,7  | 0 / 6  | 5e   |               |        |
| 1994  | 16 559 | 1,6  | 0 / 6  | 9e   |               |        |
| 2004  | 12 761 | 1,2  | 0 / 6  | 7e   |               |        |
| 2009  | 17 299 | 1,5  | 0 / 6  | 7e   |               |        |
| 2014  | 17 506 | 1,5  | 0 / 6  | 9e   | Ali Ruckert   |        |
| 2019  | 14 334 | 1,14 | 0 / 6  | 9e   |               |        |
| 2024  | 13 368 | 0,97 | 0 / 6  | 10e  |               |        |